# مورتون گلد
مورتون گُلد (انگلیسی: Morton Gould) رهبر ارکستر، نوازنده پیانو، تنظیم‌کننده موسیقی و آهنگساز اهل ایالات متحده آمریکا بود.
از فیلم‌ها یا مجموعه‌های تلویزیونی که وی در آن‌ها نقش داشته است می‌توان به هولوکاست اشاره نمود.

## جوایز
- ۱۹۶۶ - «جایزه گرمی» بابت اجرای «سمفونی شماره یک» اثرِ چارلز آیوز
- ۱۹۹۴ - «جایزه مرکز کندی» بابت یک عمر مشارکت در زمینهٔ فرهنگ و هنر آمریکا
- ۱۹۹۵ - «جایزه پولیتزر موسیقی» بابت ساختِ «استرینگ‌میوزیک» برای بزرگداشت مستیسلاف روستروپوویچ
- ۲۰۰۵ - «جایزه گرمی یک عمر دستاورد»